# Xu Wenli
Xu Wenli (ur. 9 lipca 1943) – chiński dysydent, przebywający obecnie na emigracji w USA.
Pochodzi z prowincji Jiangxi. Pod koniec lat 70. jeden z czołowych przywódców ruchu dysydenckiego zorganizowanego wokół tzw. Muru Demokracji w Pekinie, kierował działającym w latach 1978-1980 ruchem społecznym o nazwie Forum Piątego Kwietnia. We wrześniu 1980 roku opublikował list otwarty do Lecha Wałęsy. Wraz z dysydentami Sun Weipingiem i Wang Xizhe podjął próbę powołania partii politycznej, opozycyjnej wobec władz. Aresztowany 9 kwietnia 1981 roku, rok później został skazany na piętnaście lat pozbawienia wolności i utratę praw publicznych na okres lat czterech.
Zwolniony z więzienia w 1993 roku, powrócił do działalności prodemokratycznej. Agitował na rzecz wprowadzenia w Chinach wielopartyjnego systemu politycznego i demokracji konstytucyjnej, utworzenia niezależnych związków zawodowych oraz zagwarantowania w konstytucji wolności politycznych. Podjął także ponownie próbę utworzenia opozycyjnej partii politycznej. Aresztowany w 1998 roku, został oskarżony o działanie przeciwko bezpieczeństwu państwa i skazany na trzynaście lat więzienia.
Ze względu na pogarszający się stan zdrowia oraz międzynarodowe naciski, został przedterminowo zwolniony 24 grudnia 2002 roku, a następnie zmuszony do wyjazdu do USA. W 2003 roku otrzymał doktorat honoris causa Brown University i został wykładowcą tej uczelni. W Stanach Zjednoczonych prowadzi nadal działalność na rzecz demokratyzacji systemu politycznego w Chinach, opowiada się za utworzeniem państwa federacyjnego składającego się z Chin kontynentalnych i Tajwanu.